# Basili de Tessalònica
Basili de Tessalònica o Basili Acoli (Basilius Acholius) fou arquebisbe de Tessalònica, i n'ocupà el càrrec el 360. És molt elogiat per Ambròs de Milà. L'emperador Teodosi el Gran va voler ser batejat per aquest bisbe. Va assistir a un concili a Roma el 382. Va morir el 384.